# 2002 في روسيا
فيما يلي قوائم الأحداث التي وقعت خلال عام 2002 في روسيا.

## أحداث
- 23 أكتوبر – أزمة رهائن مسرح موسكو

## أفلام
من الأفلام التي صدرت هذه السنة في روسيا:
- 1 يناير – زيفيزدا من إخراج نيكولاي ليبيديف.

## وفيات

### أبريل
- 28 أبريل – ألكسندر ليبيد (مواليد 1950) سياسي روسي.

### سبتمبر
- 22 سبتمبر – فلاديميرميجولين (مواليد 1911)

### نوفمبر
- 8 نوفمبر – زويه أولدنبرج (مواليد 1916)

### ديسمبر
- 14 ديسمبر – سلمان رادوييف (مواليد 1967)
- 17 ديسمبر – ألكسي بوجوريلوف (مواليد 1919) رياضياتي روسي.